# Lista de unidades federativas do Brasil por alfabetização
| 95-100% 90-94,9% | 85-89,9% 80-84,9% |

| 95-100% 90-94,9% | 85-89,9% 80-84,9% |

Mapa das unidades federativas do Brasil por taxa de alfabetização.

Mapa das regiões brasileiras por taxa de alfabetização em 2019.

Esta é a lista de unidades federativas do Brasil por taxa de alfabetização, índice que representa a porcentagem das pessoas de quinze anos ou mais de idade com capacidade de ler e escrever um recado ou bilhete simples no idioma que conhecem.
O Brasil é uma república federativa formada pela união de 26 estados federados e do Distrito Federal. Segundo o Instituto Brasileiro de Geografia e Estatística (IBGE), em 2023 a taxa de alfabetização do país era de 94,6%. A unidade federativa com o maior índice é o Distrito Federal onde 98,3% da população é alfabetizada, seguido por Santa Catarina e Rio de Janeiro, ambos com 98%. Já as menores taxas são as de Alagoas com 85,8%, Piauí (86,7%) e Paraíba (86,8%).Entre as grandes regiões, o Sul se destaca positivamente como a região com o maior percentual de pessoas alfabetizadas, calculado em 97,2% de sua população. Em contrapartida, aparece a Região Nordeste (88,8%).
O analfabetismo está presente em escala relevante no país desde o período colonial, quando as poucas escolas existentes eram restritas a filhos de famílias ricas. Atualmente, um dos principais fatores para a baixa taxa de alfabetização é a falta de incentivo para que a população analfabeta procure auxílio, o que acaba afetando outros índices como a taxa de desemprego e a renda.

## Unidades federativas do Brasil por taxa de alfabetização

### Classificação por unidade da federação
| Posição | Unidade federativa  | Taxa de alfabetização 2023(%) | País comparável        |
| ------- | ------------------- | ----------------------------- | ---------------------- |
| 1       | Distrito Federal    | 98,3%                         | Áustria                |
| 2       | Santa Catarina      | 98,0%                         | Coreia do Sul          |
| 3       | Rio de Janeiro      | 98,0%                         | Coreia do Sul          |
| 4       | São Paulo           | 97,7%                         | Israel                 |
| 5       | Rio Grande do Sul   | 97,3%                         | Singapura              |
| 6       | Paraná              | 96,6%                         | Kuwait                 |
| 7       | Mato Grosso do Sul  | 96,1%                         | Portugal               |
| 8       | Goiás               | 96,0%                         | Seicheles              |
| 9       | Roraima             | 95,8%                         | Vietname               |
| 10      | Espírito Santo      | 95,6%                         | Colômbia               |
| 11      | Mato Grosso         | 95,5%                         | Emirados Árabes Unidos |
| 12      | Minas Gerais        | 95,4%                         | México                 |
| 13      | Amazonas            | 94,9%                         | Malta                  |
| 14      | Rondônia            | 94,9%                         | Malta                  |
| 15      | Amapá               | 94,2%                         | Catar                  |
| 16      | Pará                | 93,1%                         | São Tomé e Príncipe    |
| 17      | Tocantins           | 92,2%                         | Sri Lanka              |
| 18      | Acre                | 90,6%                         | Líbia                  |
| 19      | Pernambuco          | 89,9%                         | El Salvador            |
| 20      | Bahia               | 89,8%                         | El Salvador            |
| 21      | Rio Grande do Norte | 89,1%                         | Myanmar                |
| 22      | Sergipe             | 88,8%                         | Jamaica                |
| 23      | Ceará               | 88,5%                         | Guiana                 |
| 24      | Maranhão            | 88,5%                         | Guiana                 |
| 25      | Paraíba             | 86,8%                         | Laos                   |
| 26      | Piauí               | 86,7%                         | Laos                   |
| 27      | Alagoas             | 85,8%                         | Tunísia                |

### Classificação por região
| Posição | Região              | Taxa de Alfabetização 2023 (%) | País comparável |
| ------- | ------------------- | ------------------------------ | --------------- |
| 1       | Região Sul          | 97,2%                          | Grécia          |
| 2       | Região Sudeste      | 97,1%                          | Grécia          |
| 3       | Região Centro-Oeste | 96,3%                          | Líbano          |
| 4       | Região Norte        | 93,6%                          | Ilhas Maurícias |
| 5       | Região Nordeste     | 88,8%                          | Jamaica         |